# Henry Welsford
Henry Reed Welsford, né le 14 juin 1900 à Pittston et mort en avril 1974 à Pittsburgh, est un rameur américain.

## Carrière
Il remporte avec Robert Gerhardt, Edward Mitchell, Sidney Jelinek et John Kennedy la médaille de bronze en quatre avec barreur aux Jeux olympiques d'été de 1924 à Paris.